# Jerzy Ignaszak
Jerzy Stanisław Ignaszak (ur. 2 kwietnia 1955 w Bogatyni) – polski urzędnik państwowy i samorządowy, specjalista ochrony środowiska, w latach 1990–1994 wicewojewoda wałbrzyski.

## Życiorys
W 1978 ukończył studia na Uniwersytecie Wrocławskim, kształcił się podyplomowo na Akademii Ekonomicznej we Wrocławiu. Uzyskał uprawnienia rzeczoznawcy i biegłego z zakresu oceny oddziaływania różnych projektów na środowisko, publikował także książki dotyczące ochrony środowiska i gospodarki.
Pracował jako nauczyciel w Zespole Szkół Ceramicznych w Szczawnie-Zdroju, inspektor w Ośrodku Badań i Kontroli Środowiska w Wałbrzychu, następnie jako inspektor i dyrektor Wydziału Ochrony Środowiska Urzędu Wojewódzkiego w Wałbrzychu. Od 15 września 1990 do 28 lutego 1994 zajmował stanowisko wicewojewody wałbrzyskiego, jednocześnie był radnym Wałbrzycha I kadencji (1990–1994). Przez wiele lat zasiadał w zarządzie Wojewódzkiego Funduszu Ochrony Środowiska i Gospodarki Wodnej w Wałbrzychu i od 1999 we Wrocławiu, w tym jako prezes tego pierwszego. Został także kierownikiem w Urzędzie Miejskim w Wałbrzychu. Należał do Komitetu Sterującego, który zajmował się rozdzielaniem środków na odbudowę po powodzi z 1997, był też konsultantem sejmowej komisji ochrony środowiska. Działał w lokalnych organizacjach gospodarczych i społecznych (m.in. Sudeckiej Izbie Przemysłowo-Handlowej oraz lokalnym oddziale Rotary International).
Odznaczony Krzyżem Kawalerskim Orderu Odrodzenia Polski za wybitne zasługi dla ochrony środowiska, za działalność społeczną i charytatywną (2014) oraz Odznaką Honorową „Zasłużony dla Województwa Dolnośląskiego” oraz Srebrnym (1997) i Złotym (2002) Krzyżem Zasługi. Został też honorowym obywatelem gmin Świdnica, Stronie Śląskie, Międzylesie, Duszniki-Zdrój, Polanica-Zdrój, Kudowa-Zdrój i Walim.